# Mupirocină
Mupirocina este un antibiotic derivat de acid pseudomonic care este utilizat în tratamentul unor infecții bacteriene ale pielii, precum sunt impetigo și foliculita. Mai este utilizat pentru eliminarea stafilococului auriu meticilino-rezistent (MRSA) din nas, când este prezent dar asimptomatic. Calea de administrare este cutanată, fiind formulat sub formă de creme sau unguente.
Ca efecte adverse, poate produce mâncărimi sau roșeață la locul administrării. Utilizarea prelungită poate duce la dezvoltarea unor infecții fungice.
Mupirocina a fost izolată în anul 1971 din specia bacteriană Pseudomonas fluorescens. Se află pe lista medicamentelor esențiale ale Organizației Mondiale a Sănătății.